# Квирин Ганголф фон Хоенгеролдсек
Квирин Ганголф фон Хоенгеролдсек (на немски: Quirin Gangolf von Hohengeroldseck; * 1527; † 1569) е господар на господството Хоенгеролдсек.
Той е син на Ганголф II фон Хоенгеролдсек-Зулц, фогт на Елзас († сл. 1544), и съпругата му графиня Анна фон Линдов-Рупин († 21 юни 1528), дъщеря на граф Йоахим I фон Линдов-Рупин († 1507) и Маргарета фон Хонщайн († 1508), дъщеря на граф Йохан I (II) фон Хонщайн-Фирраден († 1498) и принцеса Анна (Агнес) фон Анхалт-Цербст († 1492). Сестра му Анна Магдалена фон Хоенгеролдсек (1525 – 1589) е омъжена за граф Йоахим фон Лупфен-Щюлинген, ландграф на Щюлинген (1523 – 1562).

## Фамилия
Квирин Ганголф фон Хоенгеролдсек се жени на 10 юли 1558 г. в Енген за графиня Мария фон Хонщайн († 24 август 1565 или 24 юли 1567), вдовица на граф Рудолф фон Зулц († 1552), дъщеря на граф Ернст V фон Хонщайн-Клетенберг († 1552) и графиня Анна фон Бентхайм († 1559. Те имат един син:
- Якоб фон Хоенгеролдсек (* 21 юли 1565; † 26 юли 1634), женен I. 1584 г. за графиня Барбара фон Раполтщайн (* 6 декември 1566; † 25 ноември 1621), II. на 5 август 1623 г. за шенка Елизабет фон Лимпург-Шпекфелд-Оберзонтхайм (* 30 август 1578; † 11 януари 1632)